# Pål Olle
Dyrsmeds Olof Olsson, vanligen kallad Påhl Olle, född 4 augusti 1915 i Rättvik, död där 27 september 1987, var en fiolspelman från Östbjörka, Rättviks socken, Dalarna. Han var känd för sin rena, distinkta ton och förmåga att improvisera andrastämmor. Till yrket var han målare och veckopendlade till arbetet i Stockholm. Han turnerade med bland annat Jan Johansson, Hans Leygraf, Sven-Bertil Taube och Grynet Molvig, och spelade tillsammans med Päkkos Gustaf på några låtar med popgruppen Tages. 
Vid Bingsjöstämman tilldelas varje år utmärkelsen "Påhl Olles fiol" ut till en ung förtjänt spelman. Utmärkelsen innebär, förutom äran, att få tillgång till att få spela på Påhl Olles fiol under 1 år.

## Priser och utmärkelser
- 1948 – Riksspelman
- 1957 – Gås Andersmedaljen
- 1959 – Zornmärket i guld
- 1970 – Jan Johansson-stipendiet
- 1970 – Rättviks kommuns kulturpristagare
- 1985 – Svenska fonogramartistpriset

## Diskografi
- 1949 - med Dalaföreningens spelmanslag (Bodapolska, Dal Jerks gånglåt) Radiotjänst RA 140
- 1950 - med Dalaföreningens spelmanslag (Leksands skänklåt, Orsa brudmarsch) Radiotjänst RA 141
- 1950 - med Dalaföreningens spelmanslag (Vals från Siljansnäs & Rättvik, Bingsjöpolska) Radiotjänst RA 142
- 1951 - med Röjås Jonas (Bingsjö brudmarsch, Klabblåten) Radiotjänst RA 156
- 1951 - med Röjås Jonas (Gånglåt från Boda & Bingsjö, Två Boda-polskor) Radiotjänst RA 157
- 1950 - med Dalaföreningens spelmanslag (Gånglåt & Polska från Mockfjärd) Radiotjänst RA 176
- 1954 - med Röjås Jonas (Fyra Boda-polskor) Radiotjänst RA 189
- 1954 - med Röjås Jonas (Två Boda-polskor, Bingsjöpolska) Radiotjänst RA 190
- 1957 - Svensk folkmusik (återutgivning av 3 låtar från Radiotjänst RA 189, Radiotjänst RA 190) Radiotjänst RAEP 3
- 1962 - Svensk folkmusik (återutgivning av Radiotjänst RA 156, Radiotjänst RA 156 + 1 ny låt) SR Records RAEP 11
- 1962 - Scandia, med Gunnar Hahns folkdansorkester (4 låtar) RCA LPM 9910
- 1964 - Dalarna. Sex spelmän. SR Records RAEP 12
- 1964 - Dalarna. Sex spelmän. SR Records RAEP 13
- 1967 - Spelmanslåtar från Dalarna, med Nils Agenmark, 1 sida. Sonet SLP-16
- 1971 - Ja hör ni flickor käre (återutgivning av RAEP 3, 11, 12) SR Records RELP 1139
- 1971 - Danslåt. Rombo spelmän (Dyrsmeds, Agenmark, Berggren, Ersson). Odeon 054-34342
- 1971 - Nordiska danser, med Gunnar Hahns folkdansorkester (1 låt) RCA INTS 1242
- 1972 - Låtar från Enviken och Ore (Dyrsmeds, Agenmark, Berggren, Ersson). SR Records RELP 1123
- 1972 - Låtar från Östbjörka (13 låtar) SR Records RELP 1206
- 1973 - Låtar från Ore, med Nils Agenmark. Sonet SLP-2044
- 1973 - O dôssô Rättvikslåtar. Rombo spelmän (Dyrsmeds, Agenmark, Berggren, Ersson). Fermat FLPS 8
- 1974 - Bodalåtar i Laggar Anders kök. Sonet SLP-2047
- 1976 - Pål Olle själv, inklusive 5 spår med Laggar Anders. Sonet SLP-2062
- 1976 - O dôssô Rättvikslåtar (återutgivning av FLPS 8) YTF-50340
- 1977 - Folk Music (1 spår med Nils Agenmark inspelad 1962) Caprice CAP 1123
- 1980 - Du spelman, folkmusik hemma hos (1 låt) SR Records SRLP 1341
- 1984 - Allspelslåtar 1 (4 låtar med Leif Göras) Giga GK 1
- 1984 - Allspelslåtar 2 (4 låtar med Leif Göras) Giga GK 2
- 1984 - Jonny Soling (medverkar på 3 spår) Giga GLP 9
- 1985 - Folkmusik i Dalarna (2 låtar inspelad 1977) Giga GK 3
- 1985 - Påhl Olle, solo och i par. Siljum BGS 8501
- 1987 - Till Viksta Lasses minne (2 låtar med Päkkos Gustaf respektive Jonny Soling) Siljum BGS 8704
- 1989 - Skandia (återutgivning av LPM 9910 med mera) Skandia dubbel-LP
- 1993 - Föregångare, CD-box (medverkar på 10 spår i olika sammansättningar) MNW CD 240–242
- 1995 - Varjehanda folkmusik (återutgivning av CAP 1123) Caprice CAP 21474
- 1996 - Låtar från Rättvik, Boda & Bingsjö (återutgivning av bland annat RELP 1206 med extraspår) Caprice CAP 22044
- 1997 - Låtar från Dala-Floda, Enviken & Ore (återutgivning av bland annat RELP 1123) Caprice CAP 21541
- 1998 - Skandia (återutgivning av dubbel-LP) Skandia CD
- 2001 - Folk Tunes from Dalarna (återutgivning av SLP-16, med extraspår) Sonet 014 241-2
- 2001 - Tunes from Ore (återutgivning av SLP-2044) Sonet 014 253-2
- 2001 - Tunes from Boda (återutgivning av SLP-2047, med extraspår) Sonet 014 254-2
- 2001 - Pål Olle Himself (återutgivning av SLP-2062, med extraspår) Sonet 014 257-2
- 2001 - Swedish Wedding Tunes. Lisa Rydberg (1 spår solo med två stämmor) Sonet 014 268-2